# Liste der Naturschutzgebiete in Solingen
Die Liste der Naturschutzgebiete in Solingen enthält die Naturschutzgebiete der kreisfreien Stadt Solingen in Nordrhein-Westfalen.

## Liste
| Schlüsselnr. | Gebietsname                                        | Fläche in ha | Bild           |
| ------------ | -------------------------------------------------- | ------------ | -------------- |
| SG-001 ⊙     | Ohligser Heide                                     | 146,8845     | weitere Bilder |
| SG-002 ⊙     | Tal- und Hangbereiche der Wupper mit Seitenbächen  | 278,3602     | weitere Bilder |
| SG-003 ⊙     | Ober der Lehmkuhle                                 | 4,6594       | weitere Bilder |
| SG-004 ⊙     | Steinbachtal mit Teufelsklippen                    | 51,3956      | weitere Bilder |
| SG-005 ⊙     | Wupperhang zwischen Fuchskuhl und Unterholzer Bach | 33,1490      | weitere Bilder |
| SG-006 ⊙     | Erlenauwald bei Kellershammer                      | 0,9729       | weitere Bilder |
| SG-007 ⊙     | Oberes Sengbachtal                                 | 119,2231     | weitere Bilder |
| SG-008 ⊙     | Aue des unteren Sengbachtals                       | 6,3902       | weitere Bilder |
| SG-009 ⊙     | Weinsberger Bachtal                                | 43,6831      | weitere Bilder |
| SG-010 ⊙     | Krüdersheide und Götsche                           | 54,7949      | weitere Bilder |
| SG-011 ⊙     | Mittleres Ittertal und Baverter Bachtal            | 28,5873      | weitere Bilder |